# Laurent Di Lorto
Laurent Di Lorto (1 de gener de 1909 - 28 d'octubre de 1989) fou un futbolista francès.

## Selecció de França
Va formar part de l'equip francès a la Copa del Món de 1938.